# Helô Pinheiro
Heloísa Eneida Paes Pinto Mendes Pinheiro (Rio de Janeiro, 7 de julho de 1943) é uma apresentadora, empresária e ex-modelo brasileira. Ficou conhecida por ter sido a musa inspiradora de Tom Jobim e Vinicius de Moraes para a canção "Garota de Ipanema", que projetou a bossa nova internacionalmente. Faz parte da lista das 10 grandes mulheres que marcaram a história do Rio de Janeiro.

## A Garota de Ipanema
A canção foi composta quando Tom Jobim e Vinícius de Moraes viram a jovem Heloísa Eneida, com apenas 17 anos, andando distraída de biquíni pelas areias quentes da Praia de Ipanema.
A letra foi interpretada, desde sua composição em 1962 até os dias de hoje, em português, e também em inglês, pelos mais diversos e afamados cantores Internacionais, a exemplo de Frank Sinatra, Amy Winehouse, Cher, Mariza e Madonna, além da banda de rock Sepultura, o boygroup sul-coreano SHINee e outros artistas brasileiros. A canção fora ainda objeto de uma versão instrumental para tema do filme Garota de Ipanema, de 1967.

## Carreira
Em 1964, após ser revelado que ela era a musa inspiradora de "Garota de Ipanema", Helô ganhou o foco de toda a mídia nacional e internacional, se tornando modelo naquele ano e viajando para diversos países da para desfilar e fotografar para grifes. Priorizando o casamento recente, ela fixou seus trabalhos no Brasil a partir de 1966 e continuou modelando até 1972, quando deixou a carreira ao emendar quatro gravidezes seguidas. Em 1979 aceitou o convite para integrar o elenco da telenovela Cara a Cara, na Rede Bandeirantes, e no ano seguinte esteve em Água Viva, embora após os trabalhos não tenha mais aceitado projetos na atuação por não se ver como atriz. Em 1984 estreou como apresentadora do programa Ela.
A partir dai, Helô passou a focar a carreira como apresentadora, comandando o Show da Tarde, no SBT, o The Girl from Ipanema, no canal estadunidense WXEL-TV de Miami, o Porgrama Helô Pinheiro, na Rede Mulher, e o Rio Mulher, na CNT, parando temporariamente em 2001. Entre 2006 e 2011 apresentou o programa de debate jurídico Código de Honra, na TV Justiça. Em 2009 participou da sexta temporada do Dança dos Famosos. Em 2012 lançou o livro autobiográfico "A Eterna Garota de Ipanema". Entre 2012 e 2014 apresentou programa semanal De cara com a Maturidade na TV Bandeirantes e, juntamente com sua filha Ticiane Pinheiro, o Ser Mulher, no Bem Simples.

## Outros projetos
Em 1999 Helô lançou sua própria grife de moda de praia, intitulada Garota de Ipanema, o qual abriu lojas em diversos estados do país. Já em 2009 lançou sua segunda grife de roupas, a Amarras, com peças desenhadas pela estilista Andréa Schostak, com a qual também.

## Vida pessoal

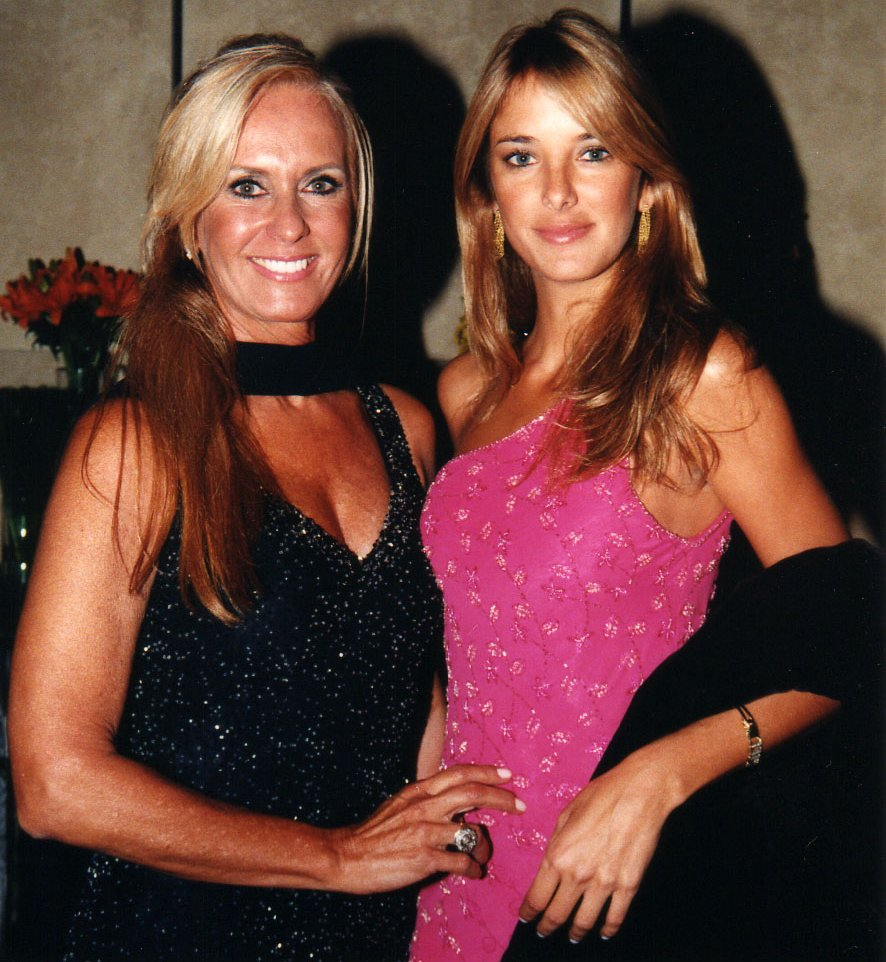
Helô com a filha Ticiane Pinheiro.

Helô faz parte da tradicional família Oliveira de Menezes, do Rio de Janeiro, que, por sua vez, descendeu dos Gonçalves de Menezes, família das mais tradicionais de Portugal. Se casou em 1966, aos 23 anos, com o engenheiro Fernando Mendes Pinheiro, com quem teve quatro filhos: Kiki Pinheiro (1972), Jô Pinheiro (1974), a apresentadora Ticiane Pinheiro (1976) e Fernando Pinheiro Junior (1980).

## Filmografia

### Televisão
| Ano           | Título                        | Personagem / Cargo | Notas                      |
| ------------- | ----------------------------- | ------------------ | -------------------------- |
| 1979          | Cara a Cara                   | Elisa              |                            |
| 1980          | Água Viva                     | Sara               |                            |
| 1980          | Coração Alado                 | Carla              | Episódio: "13 de dezembro" |
| 1984–1987     | Ela                           | Apresentadora      |                            |
| 1988–1992     | Show da Tarde                 | Apresentadora      |                            |
| 1993          | The Girl from Ipanema Show    | Apresentadora      |                            |
| 1994–1998     | Programa Helô Pinheiro        | Apresentadora      |                            |
| 1999–2000     | Rio Mulher                    | Apresentadora      |                            |
| 2006–2011     | Código de Honra               | Apresentadora      |                            |
| 2009          | Dança dos Famosos             | Participante       | Temporada 6                |
| 2009          | America's Next Top Model      | Jurada especial    | Episódio: "22 de abril"    |
| 2012–2014     | Ser Mulher                    | Apresentadora      |                            |
| 2012–2014     | De Cara com a Maturidade      | Apresentadora      |                            |
| 2021–presente | Alô Helô                      | Apresentadora      |                            |
| 2023          | Bake Off Brasil: Celebridades | Participante       | Temporada 3                |